# إيفيلين كونينغهام
إيفيلين كونينغهام (بالإنجليزية: Evelyn Cunningham)‏ هي صحفية أمريكية، ولدت في 25 يناير 1916 في إليزابيث سيتي في الولايات المتحدة، وتوفيت في 28 أبريل 2010 في مانهاتن في الولايات المتحدة.